# Cedusa woodyga
Cedusa woodyga är en insektsart som beskrevs av Kramer 1986. Cedusa woodyga ingår i släktet Cedusa och familjen Derbidae. Inga underarter finns listade i Catalogue of Life.